# Ngân hàng Thụy Sĩ

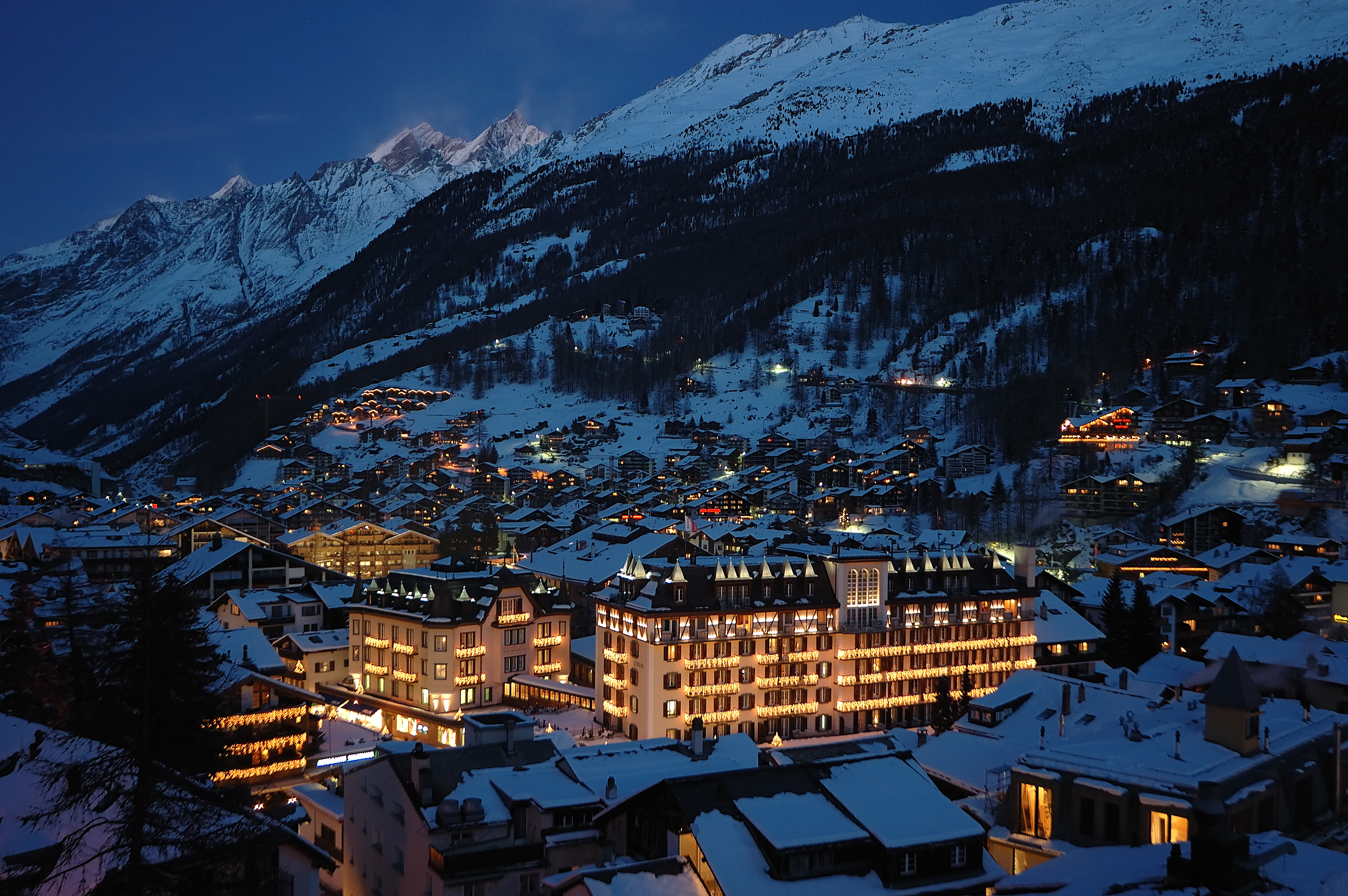
Ảnh: Cung điện Mont Cervin ở Zermatt. Một trung tâm du lịch, nhiều ngân hàng tư nhân phục vụ thành phố và duy trì các hầm ngầm và kho chứa vàng ở chân núi của dãy núi Alps của Thụy Sĩ.

Ngân hàng ở Thụy Sĩ có từ đầu thế kỷ thứ mười tám thông qua thương mại của Thụy Sĩ. Trong nhiều thế kỷ, ngành này đã phát triển thành một ngành công nghiệp phức tạp, được quy định và quốc tế hóa. Ngân hàng được coi là biểu tượng của Thụy Sĩ, cùng với Alps của Thụy Sĩ, sô cô la Thụy Sĩ, chế tạo đồng hồ và leo núi. Thụy Sĩ có một lịch sử lâu dài, bí mật về bảo mật ngân hàng và bảo mật khách hàng từ đầu những năm 1700. Bắt đầu như một cách để bảo vệ lợi ích ngân hàng châu Âu giàu có, bí mật ngân hàng Thụy Sĩ đã được mã hóa vào năm 1934 với việc thông qua luật liên bang mang tính bước ngoặt, Đạo luật Liên bang về Ngân hàng và Ngân hàng Tiết kiệm. Những luật này, được sử dụng để bảo vệ tài sản của những người bị chính quyền Đức Quốc xã đàn áp, cũng đã được sử dụng bởi người dân và các tổ chức đang tìm cách trốn thuế bất hợp pháp, che giấu tài sản hoặc nói chung là tội phạm tài chính.
Việc bảo vệ tài khoản và tài sản nước ngoài gây tranh cãi trong Thế chiến II đã gây ra một loạt các quy định tài chính được đề xuất nhằm tìm cách giữ bí mật ngân hàng để đạt được ít thành công. Thụy Sĩ là một trong những trung tâm tài chính nước ngoài và thiên đường thuế lớn nhất thế giới kể từ giữa thế kỷ 20. Bất chấp sự thúc đẩy quốc tế nhằm đẩy lùi các luật bảo mật ngân hàng trong nước một cách có ý nghĩa, các lực lượng chính trị xã hội Thụy Sĩ đã giảm thiểu và hoàn nguyên phần lớn các đề xuất quay trở lại. Mặc dù tiết lộ các hoạt động tội phạm của các ngân hàng, những người không được hưởng danh tiếng tốt ngay cả ở Thụy Sĩ, thường được công chúng Thụy Sĩ nhìn thấy rõ, tiết lộ thông tin khách hàng đã bị coi là một tội hình sự kể từ đầu những năm 1900. Các nhân viên làm việc ở Thụy Sĩ và nước ngoài tại các ngân hàng Thụy Sĩ "từ lâu đã tuân thủ một mã bất thành văn tương tự như quy tắc được các bác sĩ hoặc linh mục áp dụng ". Kể từ năm 1934, luật bảo mật ngân hàng đã bị vi phạm bởi bốn người: Christoph Meili (1997), Bradley Birkenfeld (2007), Rudolf Elmer (2011) và Hervé Falciani (2014).
Hiệp hội Ngân hàng Thụy Sĩ (SBA) ước tính vào năm 2018 rằng các ngân hàng Thụy Sĩ nắm giữ 6,5 nghìn tỷ đô la Mỹ tài sản hoặc 25% của tất cả các tài sản xuyên biên giới toàn cầu. Các trung tâm ngôn ngữ chính của Thụy Sĩ, Geneva (đối với tiếng Pháp), Lugano (đối với tiếng Ý) và Zürich (đối với tiếng Đức) phục vụ các thị trường địa lý khác nhau. Nó liên tục được xếp hạng trong ba tiểu bang hàng đầu về Chỉ số bí mật tài chính và được đặt tên lần đầu tiên, gần đây nhất là vào năm 2018. Hai ngân hàng lớn là UBS và Credit Suisse được quy định bởi Cơ quan giám sát thị trường tài chính Thụy Sĩ (FINMA) và Ngân hàng quốc gia Thụy Sĩ (NSB) có được thẩm quyền từ một loạt các đạo luật liên bang. Ngân hàng ở Thụy Sĩ đã có lịch sử mang, và vẫn tiếp tục mang, một vai trò chi phối trong nền kinh tế và xã hội Thụy Sĩ. Theo Tổ chức Hợp tác và Phát triển Kinh tế (OECD), tổng tài sản ngân hàng chiếm tới 467% tổng sản phẩm quốc nội. Ngân hàng ở Thụy Sĩ đã được miêu tả, với mức độ chính xác khác nhau, trong văn hóa, sách, phim và chương trình truyền hình phổ biến.